# Gare de Montvalent
La gare de Montvalent est une gare ferroviaire française fermée, de la ligne de Brive-la-Gaillarde à Toulouse-Matabiau via Capdenac, située sur le territoire de la commune de Montvalent, dans le département du Lot en région Occitanie.

## Situation ferroviaire
Établie à 170 mètres d'altitude, la gare de Montvalent est située au point kilométrique (PK) 182,719 de la ligne de Brive-la-Gaillarde à Toulouse-Matabiau via Capdenac, entre les gares ouvertes de Saint-Denis-près-Martel et de Rocamadour - Padirac. elle est séparée de Saint-Denis-près-Martel par la gare fermée de Floirac.

## Histoire
En 1896, la Compagnie du PO indique que la recette de la gare pour l'année entière est de 11 277 francs.
Le bâtiment voyageurs est remis en état en 1929.